# Sudamericano Juvenil de Rugby 1984
El Sudamericano Juvenil de Rugby de 1984 fue el séptimo torneo para menores de 18 años, fue celebrado en Chile y por quinta vez la copa la consiguió el seleccionado argentino. Como es habitual, la sede del evento se fijó el año anterior confiándose su organización a la Federación de Rugby de Chile. Además del equipo local participaron argentinos, paraguayos y uruguayos, en esta edición no jugó el seleccionado brasilero.

## Equipos participantes
- Selección juvenil de rugby de Argentina
- Selección juvenil de rugby de Chile
- Selección juvenil de rugby de Paraguay
- Selección juvenil de rugby de Uruguay

## Posiciones
| Pos. | Equipo    | Encuentros | Encuentros | Encuentros | Encuentros | Tantos  | Tantos    | Tantos     | Puntos |
| Pos. | Equipo    | jugados    | ganados    | empatados  | perdidos   | a favor | en contra | diferencia | Puntos |
| ---- | --------- | ---------- | ---------- | ---------- | ---------- | ------- | --------- | ---------- | ------ |
| 1    | Argentina | 3          | 3          | 0          | 0          | 141     | 16        | + 125      | 6      |
| 2    | Chile     | 3          | 2          | 0          | 1          | 66      | 72        | - 6        | 4      |
| 3    | Uruguay   | 3          | 1          | 0          | 2          | 29      | 55        | - 26       | 2      |
| 4    | Paraguay  | 3          | 0          | 0          | 3          | 18      | 111       | - 93       | 0      |

Nota: Se otorgan 2 puntos al equipo que gane un partido, 1 al que empate, 0 al que pierda

## Resultados[2]

### Primera Fecha
| 28 de octubre | Argentina | 20 - 10 | Uruguay |  |  |

| 28 de octubre | Chile | 36 - 9 | Paraguay |  |  |

### Segunda Fecha
| 30 de octubre | Argentina | 64 - 0 | Paraguay |  |  |

| 30 de octubre | Chile | 26 - 6 | Uruguay |  |  |

### Tercera Fecha
| 1º de noviembre | Argentina | 57 - 6 | Chile |  |  |

| 1º de noviembre | Uruguay | 13 - 9 | Paraguay |  |  |

| Bandera de Argentina |
| Campeón Argentina    |
| Sexto título         |